# Gallhammer

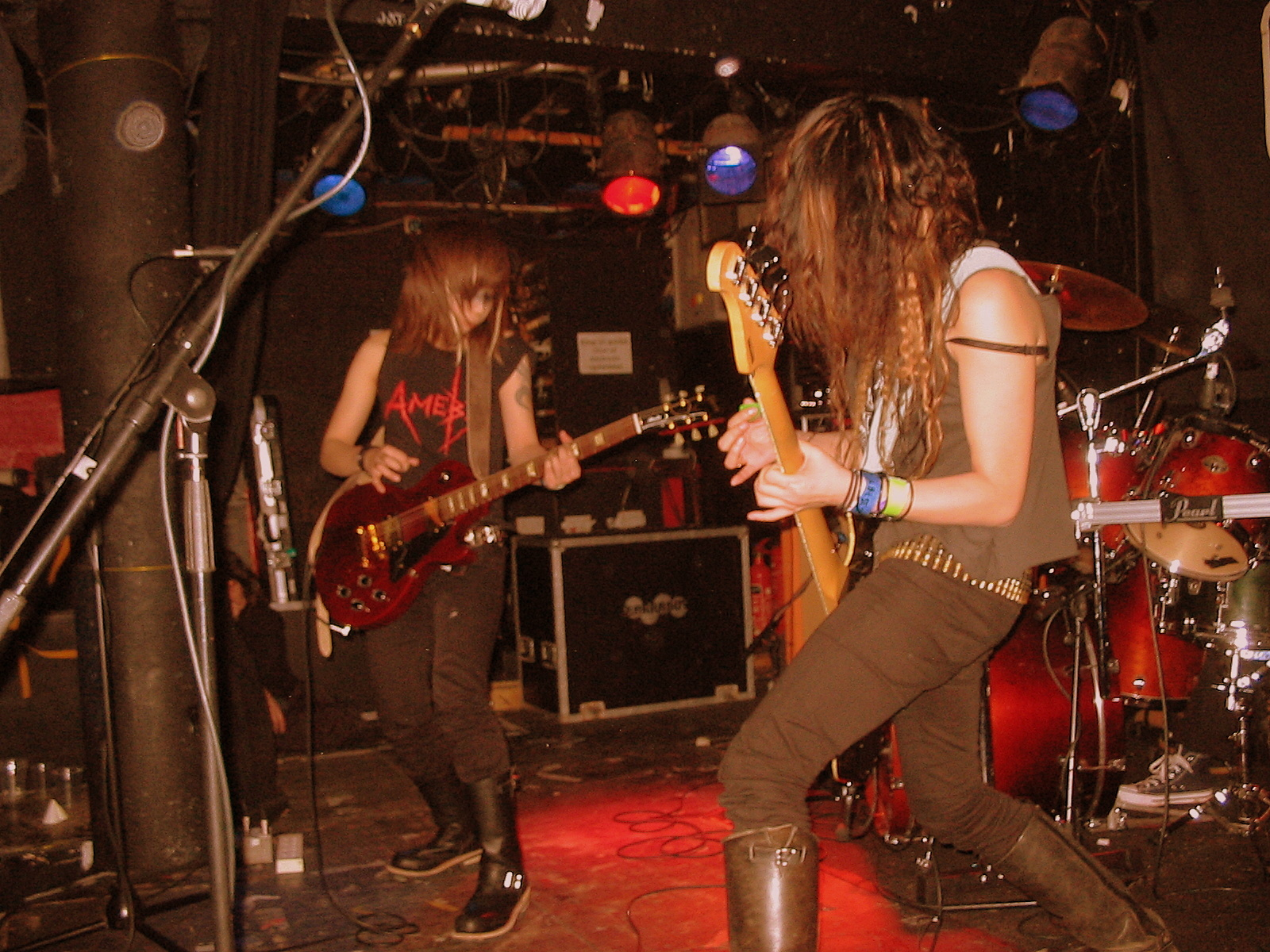
Gallhammer in 2008

Gallhammer is een Japanse extreme metalband. Hun muziek is een mix van black metal, doommetal en punk. Vaak worden ze ook gecategoriseerd onder het crustpunk genre of simpelweg crust. De band is opgericht in 2003 en bestaat enkel uit vrouwelijke leden. Dit komt zelden voor in de blackmetal-scene.

## Geschiedenis
De band werd opgericht in Tokio door frontvrouw Vivian Slaughter (tevens bassiste en songwriter). Ze speelde eerder in de hardcoreband Vivian Christ. De andere twee leden van de band zijn Risa Reaper en Mika Penetrator. 
Na een periode van drie jaar spelen op festivals kreeg de band door Darkthrone een platencontract van Peaceville Records aangeboden. Hun debuutalbum heette The dawn of..., die meteen te koop was in een cd/dvd-versie. Hun opvolger heette Ill Innocence.
In 2008 hield de band zich voornamelijk bezig met een Europese tournee.

## Invloeden
In een interview liet Vivian weten dat de voornaamste muzikale invloeden Hellhammer, Celtic Frost, Amebix en Burzum zijn. Hoewel de band deels hun sound inspireerde op anarcho-punk wil de band niet geassocieerd worden met politieke beschouwingen.